# Metaloplastie

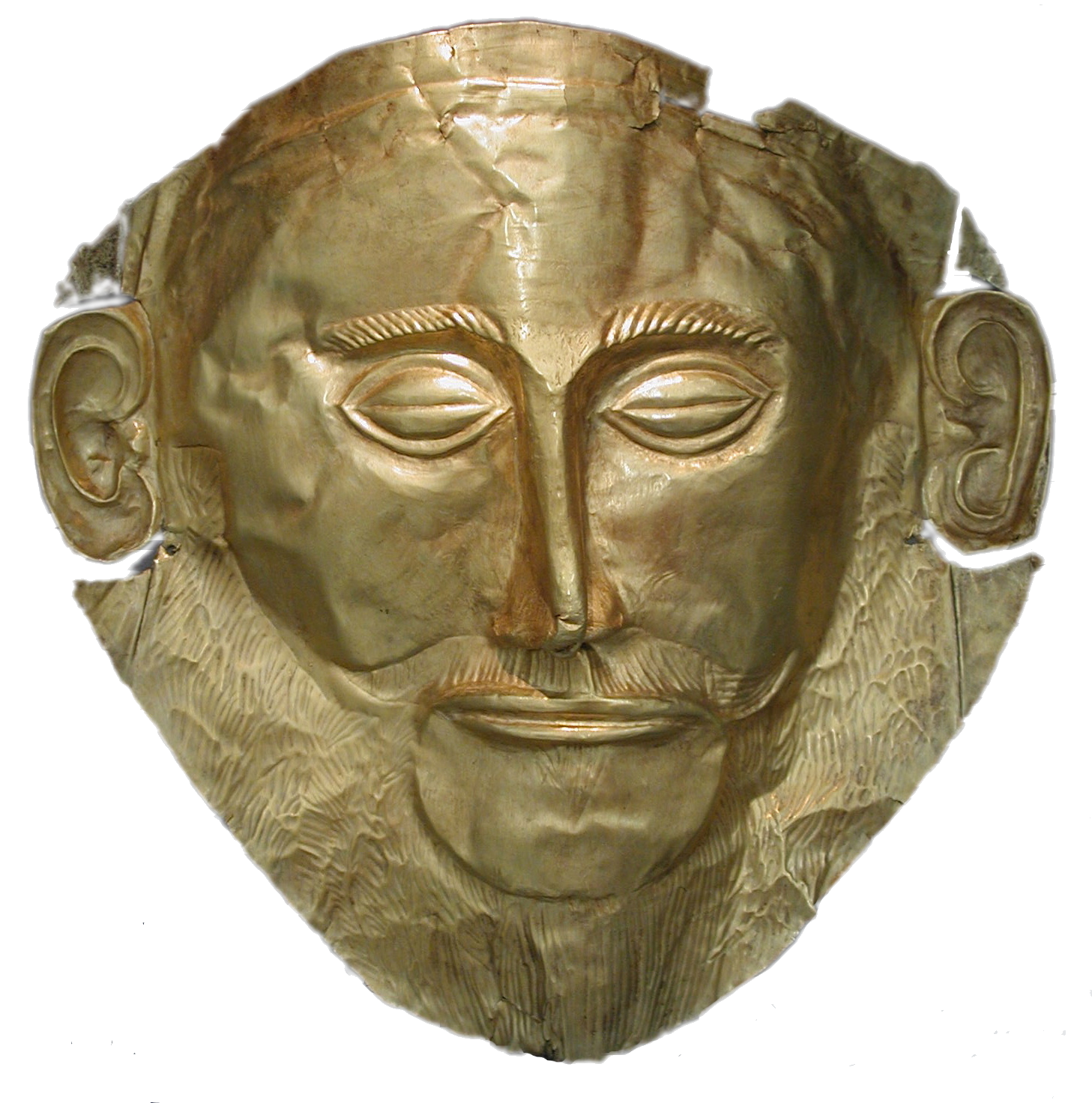
Mască funerară din aur, metaloplastie descoperită de Heinrich Schliemann la Micene în 1876, prezumată a fi masca mortuară a lui Agamemnon, secolul al XVI-lea î.e.n.

Metaloplastie (din franceză métalloplastie) se numește activitatea de modelare a unui material metaloplastic, precum și rezultatul acestei activități.

## Metaloplastia ca artă
Metaloplastia este arta transpunerii unui portret sau a unui peisaj, prin reliefarea lor pe o tablă moale. Metoda de lucru constă în ciocănirea directă sau prin intermediul unor scule, dornuri, dăltițe, cu ajutorul cărora se realizează profilele dorite.
Dacă la această operație se folosesc șabloane, atunci lucrarea nu se consideră lucrare de artă, deoarece acela care o execută nu și-a folosit imaginația. El nu este considerat artist, ci Confecționer manual în metaloplastie, ocupație înscrisă în Clasificarea Ocupațiilor din România (COR) potrivit ISCO-88-COM și ISCO-88, cu codul 733119.

### Materiale folosite
Pentru realizarea unei lucrări de artă în metaloplastie se folosește, de regulă, o tablă de cupru, un metal de culoare roșie-portocalie, cu duritate relativ mică (3 pe scara de duritate Mohs), dar destul de rezistent la rupere, și foarte ductil, putând fi modelat la presiuni mari, sau tablă de alamă, care este un aliaj de cupru și zinc, în diverse proporții, galben-auriu, maleabil, ductil, și el ușor de prelucrat prin martelare (batere a metalului cu ciocanul). În situații speciale, se folosește o tablă de argint sau aur. Datorită accesibilității sale, în ultima vreme se folosește și tablă de aluminiu.

Cavalerul hitit
Metaloplastie de Aliodor Manolea

### Etapele de realizare
Pentru început, se îndreaptă bine tabla de cupru, și se supune unei decăliri, prin încingere la o flacără de gaz metan sau lemn aprins, până la înroșirea ei. După înroșire, tabla se lasă să se răcească, după care se spală bine cu apă, folosind și o perie de sârmă. După efectuarea primei decăliri se trece la fasonarea foliei de metal. Această operație se realizează folosind un teu și un echer, cu care se trasează dimensiunile lucrării. Cu ajutorul unor foarfeci pentru tablă se elimină părțile considerate a fi în plus. După decupare, cu ajutorul unei pile mijlocii, se netezesc părțile tăioase de pe marginile foii de metal.
Tabla curățată se așează pe fața nicovalei îmbrăcată cu lemn de brad și, cu ajutorul creionului amplificator de contururi, se copiază modelul cu mâna liberă, apăsând creionul oblic pe folia de cupru, uniform și cursiv. Pe partea opusă a tablei, desenul apare ușor în relief. După aceasta, tabla trasată se așează pe suprafața nicovalei prevăzută cu un covor de cauciuc cu grosimea de cel puțin 10 mm. Se accentuează desenul, cu circa 5 mm, prin presare pe urmele inițiale. Tabla se ciocănește cu ciocane și cu lansete, se împinge și pe față și pe dos până ce desenul iese în altorelief.
Lucrarea finalizată se umple cu smoală, pentru a deveni rigidă și a nu se deforma în caz de lovire accidentală. Apoi, aceasta se fixează pe un suport de lemn.
În prealabil, se efectuează tratarea chimică a suportului de lemn pe care va fi fixată lucrarea. Tratarea chimică a suportului de lemn se realizează prin introducerea sa într-o baie de parafină caldă, ținută în stare lichidă la un foc mic circa 15 minute. După ce este scos din baie, lemnul va fi în continuare răcit într-un vas cu apă. Când parafina începe să se reîntărească, devenind albă, se curăță surplusul cu ajutorul unui șpaclu.
Se fixează apoi întreaga lucrare pe blatul de lemn dinainte pregătit, fixând-o cu țintișoare de aramă sau cu cuișoare de o culoare cât mai apropiată de material, vopsite cu bronz, de exemplu.
În cele din urmă, se trece la patinarea lucrării, patinare care poate fi obținută termic, chimic, electric, prin mijloace naturale sau mixt, prin mijloace multiple.
O formulă de patinare ușoară, la îndemâna oricărui amator de metaloplastie, este următoarea: se face o soluție din 15 g de clorură de amoniu, 6 g de bicarbonat de sodiu și 1 litru de oțet, încălzit la 90°C. Foaia de tablă de cupru prelucrată se pensulează cu această substanță de 10 ori, după care se pulverizează peste ea un strat subțire de ceară de albine. După câteva ore, lucrarea se lustruiește cu o bucată de material moale, după care se execută ultima finisare, folosind o radieră de bună calitate, cu ajutorul căreia se șlefuiesc părțile care trebuie scoase mai mult în evidență.
Există și o metodă în care patina se realizează înainte de fixarea lucrării pe placa de suport din lemn: tabla prelucrată se încălzește din nou la flacără, pentru a se înnegri. Odată înnegrită, se lustruiește cu nisip cernut fin amestecat cu apă, până ce formele ieșite în relief se deschid la culoare. Fundalul rămâne în mai multe nuanțe de negru. După umplerea cu smoală și fixarea pe lemn, ultimul pas constă în aplicarea unui strat protector de lac transparent.
Patina se poate realiza și cu argint electrolitic.